# Anneliese Everts
Anneliese Everts (* 12. Januar 1908 in Solingen-Widdert; † 19. Oktober 1967 ebenda) war eine deutsche Malerin und Grafikerin. Sie war in den 1950er und 1960er Jahren Solingens bekannteste Künstlerin.

## Leben
Anneliese Everts wurde am 12. Januar 1908 in Solingen-Widdert geboren. Sie widmete ihr Leben der Malerei, als eine unter den westdeutschen Künstlerinnen, die Lebendigkeit und Poesie in die Nachkriegszeit brachten.
Anneliese Everts war von 1925 bis 1937 bei der Stadtverwaltung Höhscheid und Stadtverwaltung Solingen tätig. Zur gleichen Zeit Weiterbildung im Zeichnen, Malen und Modellieren an der Fachschule für Metallgestaltung in Solingen (Lehrer Füllbeck und Hoppe) und bei dem Maler Eichenberg. Bereits 1928 machte sie die erste große Mittelmeerreise, denen in den 30er Jahren weitere Reisen nach Italien, Österreich, der Schweiz und an die Ostsee folgten. Sie arbeitete als freie Mitarbeiterin des Solinger Tageblattes und als Grafik-Designerin. Von 1937 bis 1939 studierte sie an der Folkwangschule in Essen, unter anderem bei Josef Urbach, gefolgt von einem längeren Studienaufenthalt in München.
Ab 1938 nahm sie an jährlichen Ausstellungen Solinger und Bergischer Künstler teil und fertigte Illustrationen zu den Heimatdichtungen von Peter Witte. 1946 wurde sie Mitglied verschiedener Künstlervereine und BBK unter Beteiligung an deren jährlichen Ausstellungen, wie der Bergischen Kunstgenossenschaft Wuppertal. 1947 wurde sie Mitglied der Gemeinschaft Solinger Künstler, 1950 Mitglied im BBK von Nordrhein-Westfalen, 1955 Mitglied der GEDOK Köln. Ebenfalls in den 50er Jahren und vermutlich auch in den 60er Jahren ist sie Mitglied des Düsseldorfer Künstlerinnen e.V.
Von 1954 bis 1963 war sie Mitarbeiterin im Deutschen Klingenmuseum Solingen und 1966 für kurze Zeit an der Metallfachschule Solingen. Sie modellierte wieder in Ton, bemalte Kacheln und setzte Reiseeindrücke in Collagen um.
Anneliese Everts starb am 19. Oktober 1967 in Solingen-Widdert.
Ungewöhnlich für eine allein stehende Frau zu der Zeit war ihre große Reisebereitschaft durch Europa, die sie hauptsächlich an die Ost- und Nordseeküsten und vor allem an das Mittelmeer, nach Italien, Südfrankreich, Österreich und in die Schweiz führte. In Zeichnungen und Aquarellen dokumentierte sie die Landschaften, die zu Grundmotiven ihrer Ölmalerei wurden. Sie beschreibt zu einer ihrer Aquarellserien von diesen Reisen in die Provence: „Nun male ich Steine. Steine und Licht. Die rissige, geschundene Erdkruste, bei der mir aber immer wieder die leuchtende Farbe durchschlägt. Kostbare Farben“.

## Werk
„Wie viele ihrer Zeitgenossen entdeckte sie die stilistische Vielfalt und Unterschiedlichkeit in den Ansätzen der modernen Kunst. Die Verschiedenheit ihrer Bilderthemen und der von ihr benutzten künstlerischen Techniken ist so erklärlich. Sie fertigte Holzschnitte, Zeichnungen, Aquarelle und Ölgemälde. Sie illustrierte Zeitungen und Bücher, entdeckte die Möglichkeiten der Collage aus gerissenem Papier, malte monumentale Wandbilder und arbeitete plastisch in Keramik. Sie interessierte sich für Porträts, genrehafte Kinderbildnisse, Stilleben, Landschaften und Städtebilder. Je nach ihrer Entstehungszeit sind sie in unterschiedlichem Abstraktionsgrad ausgeführt.“ (Hans Knopper)

## Ausstellungen
- 1947–1949 »Künstlerbekenntnisse unserer Zeit« in Düsseldorf, Herford und Hamburg.
- 1948 »Junge Malerei«, Galerie Johanna Ey, Düsseldorf.
- 1949 Dritte Bergische Kunstausstellung, Solingen.
- 1950 Westdeutscher Künstlerbund, Karl-Ernst-Osthaus-Museum, Hagen. »Portraits«, Ausstellung, Wuppertal-Barmen. »Jährliche Winterausstellung« im Ehrenhof, Düsseldorf.
- 1951 Einzelausstellung, Studio für Neue Kunst, Wuppertal-Elberfeld.
- 1952 Ausstellung in Schloss Morsbroich, Leverkusen. »Eisen und Stahl«, Ehrenhof Düsseldorf. Wandmalerei im Treppenhaus des Altersheims Kloster Solingen-Gräfrath.
- 1953 Einzelausstellung, Ruhmeshalle, Wuppertal-Barmen. Studio für Neue Kunst, Wuppertal-Barmen, u. a. mit Baumeister, Bissier, Grieshaber, Muche, Meistermann. »Die Malerin und Bildhauerin«, Kunsthalle Düsseldorf; Suermondtmuseum, Aachen.
- 1955 »Bilder einer Insel«, Ausstellung in der Buchhandlung Bäcker, Solingen. Bergische Künstler, Kunstkabinett der Mülheimer Stadtbücherei., jährl. Ausstellungsbeteiligung.
- 1956 »Malkasten«, Ausstellung mit dem Künstlerinnenbund, Düsseldorf.
- 1956 Contemporary German Graphics, Contemporary Arts Museum Houston, Houston, Texas, USA
- 1957 »Musizierende Farben«, Einzelausstellungen im Stadttheater Remscheid, Buchhandlung Bäcker und in den Räumen der Neuen Rhein-Zeitung, Solingen. Reise nach Paris.
- 1958 Gemeinschaftsausstellung italienischer und deutscher Künstlerinnen im Kunstverein Düsseldorf, Leverkusen, Venedig.
- 1959 »Deutsche Künstler sehen Europa« in Berlin, Houston, New York. Sie töpfert und gestaltet Kinder- und Reiseerinnerungsbücher. 1960 Gruppenausstellung Künstlerinnenbund NRW.
- 1961 Große Düsseldorfer Kunstausstellung.
- 1962 »Capri«, Aquarellzyklus, mit Max Pfeiffer-Watenpuhl, Deutsches Klingenmuseum Solingen.
- 1964 »Marionetten, Gaukler, Zirkuswelt«. Gruppenausstellung im Theater- und Konzerthaus Solingen. * 1965 »Spielstuben«, erster Preis, Bundesgartenschau Essen.
- 1968 Gedächtnisausstellung der Stadt Solingen zum 60. Geburtstag.
- 1969 Winterausstellung der Bildenden Künstler von NRW, Kunstpalast Düsseldorf, Ehrenhof. 1974 »Solinger Künstler - aus dem Kunstbesitz der Stadt«, Deutsches Klingenmuseum Solingen.
- 1981 »Kinderbilder aus zwei Jahrzehnten«, Maikammer.
- 1982 »Formen und Farben« mit dem Bildhauer Herbert Lorenz, Maikammer. »Gedächtnisausstellung« mit Kuno Adams und Willi Drescher
- 1985 Ausstellung Buddenbrookhaus, Lübeck.
- 1988 »Gedächtnisausstellung zum 80. «Deutsches Klingenmuseum Solingen.
- 1998 »Gedächtnisausstellung zum 90. «Museum Baden, Solingen.
- 2007 »Gedächtnisausstellung zum 100. «Museum Baden, Solingen.
- 2011 «Passage, 100 Jahre Düsseldorfer Künstlerinnen e.V.» Rathaus Kaarst
- 2011 «13 von 31, 100 Jahre Düsseldorfer Künstlerinnen e.V.» Institut für Öffentliche Verwaltung NRW, Hilden
- 2011 «100 Jahre Düsseldorfer Künstlerinnen e.V.» Stadtmuseum Düsseldorf
- 2011 »Semper Verde, 100 Jahre Düsseldorfer Künstlerinnen e.V.« Frauenmuseum Bonn.

## Ausstellungskataloge
- 1949 Everts, Anneliese, Solingen, Katalog Nr. 58
- 1949 2. Landesausstellung des Kulturbundes in Düsseldorf
- 1952 Everts, Anneliese, Solingen, Widdert 1a, KatNr. 67
- 1952 Große Weihnachtsausstellung der bildenden Künstler von Rheinland und Westfalen
- 1953 Everts, Anneliese, Solingen, KatNr. 71
- 1953 Große Weihnachtsausstellung der Bildenden Künstler von Rheinland und Westfalen
- 1954 Evertz, Anneliese, Solingen, KatNr. 72 X
- 1955 Everts, Anneliese, Solingen, KatNr. 73 Kat V
- 1955 Farbige Graphik, Kunsthalle Bremen, Ergebnis einer Ausschreibung an alle deutschen Künstler, mit Abb.
- 1954 Große Weihnachtsausstellung der bildenden Künstler von Rheinland Westfalen
- 1956 Everts, Anneliese, Solingen, KatNr. 78
- 1956 Contemporary German Graphics, Contemporary Arts Museum, Houston, Texas (in Zusammenarbeit mit der Fränkischen Galerie Nürnberg)
- 1956 Winter Ausst. d. bild. Künstler von Rheinland Westfalen
- 1960 Everts, Anneliese, Solingen-Widdert, KatNr. 86
- 1960 10. Winterausstellung der bildenden Künstler von Rheinland und Westfalen
- 1961 Everts, Anneliese, KatNr. 87
- 1961 Berg. Kunstgenossenschaft, Wuppertal im Malkasten
- 1961 Everts, Anneliese, Solingen-Widdert, KatNr. 88
- 1961 Große Düsseldorfer Kunstausstellung 1961
- 1963 Everts, Anneliese, Solingen-Widdert, Heribertweg 6, KatNr. 96
- 1963 Winterausstellung 1963 der bildenden Künstler von Rheinland und Westfalen.
- 1967 Gedächtnisausstellung Anneliese Everts im Deutschen Klingenmuseum Solingen
- 1988 Anneliese Everts, Gemälde, Graphik, Collagen, Aquarelle im Deutschen Klingenmuseum Solingen
- 2007 Anneliese Everts zum 100. im Museum Baden, Solingen

## Veröffentlichungen
- Peter Witte, Anneliese Everts (Illustrationen): Heimatruschen - Poesie on Prosa in Soliger Monkart. Völkischer Verlag, Düsseldorf, 2. Aufl. 1939
- "art100" Düsseldorfer Künstlerinnen e.V. 1911 – 2011, Jubiläumsschrift zum 100. Jubiläum, Düsseldorf 2011